# Altdorf (Alteckendorf)
Altdorf ist eine der beiden Ortschaften, aus denen 1777 die Gemeinde Alteckendorf gebildet wurde.

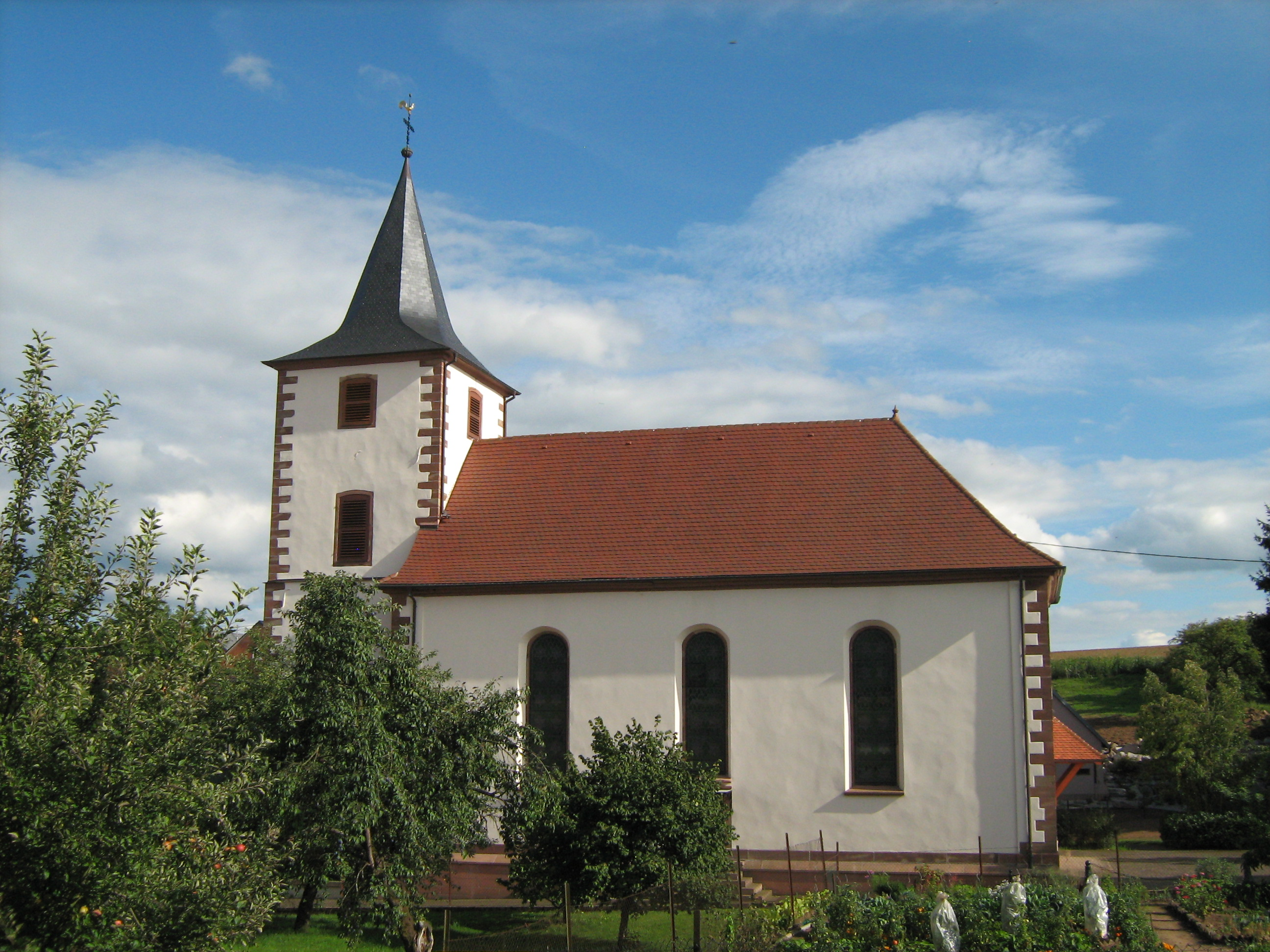
Lutherische Kirche

## Geschichte

### Mittelalter
Die Herrschaft Lichtenberg kaufte das Dorf Altdorf 1332 von den Grafen von Ötingen. Es war ein Reichslehen. Durch Gebietserwerb im 14. Jahrhundert mussten zu Beginn des 15. Jahrhunderts die zu umfangreich gewordenen Ämter Ingweiler und Buchsweiler der Herrschaft Lichtenberg neu organisiert werden. Dabei wurde unter anderem das Amt Pfaffenhofen ausgegliedert und verselbständigt, zu dem auch Altdorf gehörte.
Anna von Lichtenberg (* 1442; † 1474), eine der beiden Erbtöchter Ludwigs V. von Lichtenberg (* 1417; † 1474) heiratete 1458 den Grafen Philipp I. den Älteren von Hanau-Babenhausen (* 1417; † 1480), der eine kleine Sekundogenitur aus dem Bestand der Grafschaft Hanau erhalten hatte, um heiraten zu können. Durch die Heirat entstand die Grafschaft Hanau-Lichtenberg. Nach dem Tod des letzten Lichtenbergers, Jakob von Lichtenberg, eines Onkels von Anna, erhielt Philipp I. d. Ä. 1480 die Hälfte der Herrschaft Lichtenberg. Zu dieser Hälfte gehörte auch das Amt Pfaffenhofen mit Altdorf.

### Neuzeit
Graf Philipp IV. von Hanau-Lichtenberg (1514–1590) führte nach seinem Regierungsantritt 1538 die Reformation in seiner Grafschaft konsequent durch, die nun lutherisch wurde.
Durch die Reunionspolitik Frankreichs fielen 1680 erhebliche der im Elsass gelegenen Teile der Grafschaft Hanau-Lichtenberg unter die Oberhoheit Frankreichs. Dazu zählte auch das Amt Pfaffenhofen.
1736 starb mit Graf Johann Reinhard III. der letzte männliche Vertreter des Hauses Hanau. Aufgrund der Ehe seiner einzigen Tochter, Charlotte (* 1700; † 1726), mit dem Erbprinzen Ludwig (VIII.) (* 1691; † 1768) von Hessen-Darmstadt fiel die Grafschaft Hanau-Lichtenberg nach dort. 1777 wurden die Dörfer Altdorf und Eckendorf zu der neuen Gemeinde Alteckendorf vereinigt.